# Епархия Чьянгугу
Епархия Чьянгугу (лат. Dioecesis Cyanguguensis) — епархия Римско-Католической церкви с центром в городе Чьянгугу, Руанда. Епархия Чьянгугу входит в митрополию Кигали.

## История
5 ноября 1981 года Римский папа Иоанн Павел II издал буллу «Nihil aestimamus», которой учредил епархию Чьянгугу, выделив её из епархии Ньюндо.

## Ординарии епархии
- епископ Тадде Нтихиньюрва (5.11.1981 — 9.03.1996) — назначен архиепископом Кигали;
- епископ Жан Дамасен Бименьимана (2.01.1997 — по настоящее время).

## Источник
- Annuario Pontificio, Libreria Editrice Vaticana, Città del Vaticano, 2003, ISBN 88-209-7422-3
- Булла Nihil aestimamus (лат.)